# Dýmnice
Dýmnice je součást válcového parního kotle (převážně se jedná o kotle parních lokomotiv a jiných mobilních strojů), v níž se shromažďují spaliny po průchodu trubkami kotle. Nachází se v přední části kotle parní lokomotivy, je nad ní umístěn komín.

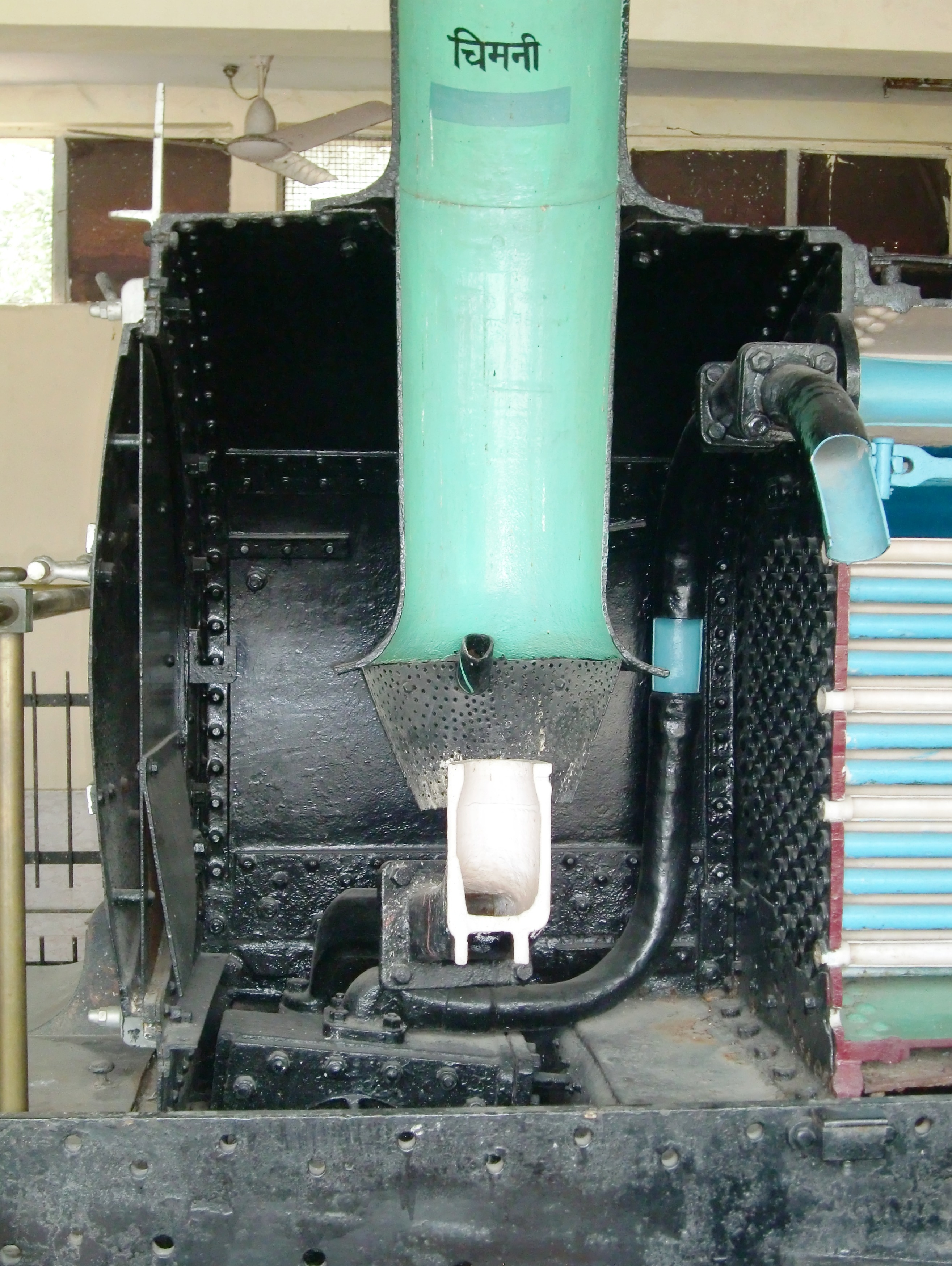
Řez dýmnicí, dyšnou (bílá) a komínem (zelený). Na spodku komína je vidět síto proti úletu jisker. Vlevo dýmniční dveře, vpravo trubkovnice. Kotel je na mokrou páru, není opatřen přehřívačem.

V dýmnici je obvykle umístěna dyšna a vyústění článků přehřívače páry.
Dýmnice u parních lokomotiv také slouží k zachytávání jisker. Část jisker se zachytí díky tomu, že v dýmnici poklesne rychlost plynů, proudících z kotlových trubek, a změní se směr proudění spalin. U většiny lokomotiv byla také pro zachycení jisker montována záchytná síta.
Do dýmnice je většinou vyveden zvláštní přívod vody, který umožňuje ochlazování zachyceného žhavého popela na jejím dně. Zachycený popel musí být pravidelně (obvykle zároveň s doplňováním paliva) odstraňován.
K přístupu do dýmnice slouží dýmniční dveře. Tyto dveře musí být dokonale těsné pro zajištění správné činnosti dyšny. Toho je dosaženo jejich kruhovým tvarem a centrálním šroubovým uzávěrem. Dříve bylo utěsnění dosaženo velkým množstvím zajišťovacích šroubů na obvodu dveří, ale toto řešení bylo pro zdlouhavost obsluhy opuštěno.
Dýmnice a dýmniční dveře musí také umožnit snadný přístup ke kouřovým a žárovým trubkám kotle. Trubky je třeba čistit od usazených sazí a také se musí v několikaletých intervalech měnit. Proto je dveřní otvor vždy větší, než plocha pokrytá trubkami na pecní trubkovnici.